# Коан (Камакура период)
Коан (弘安) је јапанска ера (ненко) која је настала после Кенџи и пре Шо ере. Временски је трајала од фебруара 1278. до априла 1288. године и припадала је Камакура периоду. Владајући цареви били су Го-Уда и Фушими.

## Важнији догађаји Коан ере
- 1287. (Коан 10, десети месец): У четрнаестој години владавине, цар Го-Уда абдицира и трон наслеђује његов рођак. Почиње владавина новог цара Фушимија.[3][4]